# Сульфат иттербия(II)
Сульфат иттербия(II) — неорганическое соединение, соль металла иттербия и серной кислоты 
с формулой YbSO4, 
жёлто-зелёные кристаллы, 
не растворимые в воде.

## Получение
- Восстановление раствора сульфата иттербия(III) амальгамой натрия:

{\displaystyle {\mathsf {Yb_{2}(SO_{4})_{3}+2Na\ {\xrightarrow {}}\ 2YbSO_{4}\downarrow +Na_{2}SO_{4}}}}
- Катодным восстановлением сульфата иттербия(III).

## Физические свойства
Сульфат иттербия(II) образует жёлто-зелёные ромбические кристаллы.
Не растворяется в воде.

## Химические свойства
- В кислой среде является восстановителем:

{\displaystyle {\mathsf {2YbSO_{4}+H_{2}SO_{4}\ {\xrightarrow {}}\ Yb_{2}(SO_{4})_{3}+H_{2}\uparrow }}}